# Dawda Jawara
Sir Dawda Kairaba Jawara (16/5/1924-27/8/2019) là một chính khách Gambia là người lãnh đạo đầu tiên của Gambia, lần đầu tiên trên cương vị Thủ tướng 1962-1970 và sau đó là Tổng thống 1970-1994.
Sinh ra với tên Kairaba Jawara trên 16 tháng năm 1924 tại Barajally, Vùng đảo MacCarthy (nay là vùng Sông Trung Bộ). Cha mẹ ông là Mamma Fatty và Almami Jawara, Dawda học ở Trường Trung học Boys Methodist 'ở thuộc địa Bathurst (nay Banjul), sau đó theo học Achimota College ở Ghana. Ông được đào tạo ngành bác sĩ phẫu thuật thú y tại trường thú y Glasgow. Ông đã hoàn thành khóa học của mình tại Đại học Liverpool.
Từ năm 1962 đến năm 1970, khi đất nước đã là một vương quốc thịnh vượng chung với Elizabeth II là người đứng đầu nhà nước, Jawara là Thủ tướng Chính phủ và người đứng đầu chính phủ. Một cuộc trưng cầu năm 1970 dẫn đến đất nước trở thành một nước cộng hòa, và Jawara trở thành tổng thống đầu tiên của quốc gia vào ngày 24 tháng 4 năm đó.
Ông trở lại Gambia khi đã lớn tuổi, nhưng bị cấm tham gia chính trị trong suốt quãng đời còn lại của mình. Ông đến Nigeria năm 2007 sau khi được chọn làm trưởng đoàn Tây Phi (ECOWAS) để đánh giá sự chuẩn bị của Nigeria cho cuộc bầu cử tổng thống tháng 4 năm 2007. Sau đó, ông cư trú tại thị trấn Fajara, nơi ông qua đời. Vào ngày 3 tháng 2 năm 2017, Jawara đã được Tổng thống mới đắc cử Adama Barrow đến thăm tại nhà riêng và cam kết sẽ hỗ trợ chính phủ của Barrow.